# Museniopsis aegopodioides
Museniopsis aegopodioides är en flockblommig växtart som beskrevs av John Merle Coulter och Joseph Nelson Rose. Museniopsis aegopodioides ingår i släktet Museniopsis och familjen flockblommiga växter. Inga underarter finns listade i Catalogue of Life.